# 陳培豊
陳 培豊（ちん ばいほう、Chen Peifeng、1954年12月 - ）は、台湾の文化史学者、台湾中央研究院台湾史研究所研究院員。おもに、日本統治下の台湾における言語文化について研究している。

## 経歴
台北市生まれ。1990年に早稲田大学第一文学部（社会学専攻）を卒業し、1993年に同大学大学院修士課程（日本語日本文化専攻）を修了した。東京大学総合文化研究科博士課程（地域文化専攻）へ進み、1997年に課程を修了した後、2000年に「「同化」の同床異夢 : 日本統治下台湾の国語教育史再考」により、東京大学から博士（学術）を授与された。
台湾へ帰国して国立成功大学台湾文学系副教授となった後、中央研究院台湾史研究所副研究員に転じ、その後、研究員に昇格した。

## おもな著書

### 単著
- 「同化」の同床異夢―日本統治下台湾の国語教育史再考、三元社、2001年（新装版、2010年）
- 日本統治と植民地漢文 : 台湾における漢文の境界と想像、三元社、2012年
- 歌唱台湾——重層的植民地統治下における台湾語流行歌の変遷、三元社、2021年